# Спалення кінотеатру «Рекс»
Спалення кінотеатру «Рекс» (перс. آتش‌سوزی سینما رکس آبادان, досл. «Пожежа в кінотеатрі «Рекс» Абадана») — подія іранської історії, що призвела до початку Ісламської революції.

## Хід подій
Кінотеатр розташовувався у місті Абадан. Вогонь охопив будівлю о 20:21 19 серпня 1978 року, коли сотні людей переглядали фільм «Олені» (1974). З близько 700 глядачів 377 згоріли живцем, оскільки двері були заблоковані ззовні. Єдиним можливим шляхом для порятунку став дах будівлі. Три пожежні автівки, що приїхали на місце підпалу не мали води, а поліцейський відділ, що був за 100 м, не відреагував вчасно. Режим шаха Мохаммеда Реза Пахлаві звинуватив ісламських фундаменталістів, проте революціонери своєю чергою помилково звинуватили іранську секретну службу САВАК. Було публічно страчено кількох підозрюваних. Публічні виступи сімей загиблих у 1980 році, після повалення режиму шаха, були названі офіційною владою контрреволюційними. Підпал кінотеатру став найвідомішим у низці підпалів, що передували революції.

## Винуватці
За словами історика Аббаса Аманата: «Наскільки відомо, вихідні двері кінотеатру «Рекс» були навмисно замкнені. Широко поширені чутки в той час вважали Савак та проурядових агентів-провокаторів відповідальними. Проте підпал узгоджувався з ісламськими активістами, які підпалювали кінотеатри. та інші місця передбачуваного західного декадансу протягом більше десяти років був свідком багатьох випадків підпалів кінотеатрів, спочатку в Кумі, а потім і в інших містах, інцидент з кінотеатром Rex продемонстрував повну відсутність у злочинців моральних докорів совісті, що стало очевидним під час судового процесу. Однак ісламська опозиція здобула з трагедії велику пропагандистську вигоду від трагедії в панівному середовищі підозрілості та гніву».
За словами історика Фірузе Кашані-Сабет: «Хоча подальші науковці вказували пальцем на прихильників революції за підпал, Ісламська Республіка нехтує цими висновками та вважає таємну поліцію шаха САВАК відповідальною за злочин».
За словами військового історика Спенсера С. Такера: «В Абадані чотири ісламські бойовики заблокували двері кінотеатру Cinema Rex, а потім підпалили будівлю, вбивши 422 людини всередині. Хомейні звинувачує шаха та САВАК, і багато іранців вірять у цю брехню. Десятки тисяч людей виходять на вулиці, скандуючи "Спалити шаха!" Незабаром сотні тисяч іранців беруть участь у відновлених демонстраціях».
За словами історика Аббаса Мілані: «Більше чотирьох сотень невинних глядачів згоріли до смерті. Уряд не поспішав з реакцією. Його спроба покласти провину на опозицію не була почута. Хоча в ретроспективі підлий акт має всі ознаки Ісламського тероризму, і хоча в наступні роки з’явилися докази провини духовенства, люди того часу звинуватили уряд».
За словами історика Майкла Ексворті: «Уряд і опозиція звинувачували один одного, але події, судові процеси та розслідування в наступні роки вказують на те, що відповідальність за це несе радикальна ісламська група, пов’язана з фігурами ulema.

## В літературі
Спалення кінотеатру згадується у книзі Персеполіс‎. У коміксі вина за підпал покладена на режим шаха та поліцію.